# Терысаккан
Терысаккан (каз. Терісаққан, до 199? г. — Луговое) — село в Кербулакском районе Жетысуской области Казахстана. Входит в состав Талдыбулакского сельского округа. Код КАТО — 194641300.

## Население
В 1999 году население села составляло 52 человека (25 мужчин и 27 женщин). По данным переписи 2009 года, в селе проживал 51 человек (27 мужчин и 24 женщины).